# Per Øhrgaard
Per Øhrgaard (født 6. februar 1944 i København) er professor ved Copenhagen Business School, dr. phil. i tysk, oversætter, kommentator og medlem af Det Danske Akademi fra 2001. Det Danske Akademis sekretær 2012-16.

## Fra forfatterskabet
- Moderne tysk litteratur (1972)
- Klaus Rifbjerg (1977)
- Gæld og arv Tre essays om Tyskland (1991)
- Goethe Et essay (1999)
- Fortsættelse følger ... Et essay om Günter Grass (2002/07)
- Tyskland. Europas hjerte (2009)[2]

## Sagt af Per Øhrgaard
"Hvornår lempede man rentefradraget? Da min generation havde betalt deres hus. Hvornår lempede man formueskatten? Da min generation skulle til at betale den. Hvornår lempede man arveafgiften? Da min generation skulle til at arve. Det er ganske påfaldende."